# Horace Elgin Dodge
Horace Elgin Dodge (Niles, Michigan, Estats Units, 17 de maig de 1868 - Palm Beach, Florida, 10 de desembre de 1920) fou un dels cofundadors de la marca estatunidenca de cotxes Dodge. Creava cotxes molt luxosos i ràpids.